# Nāḩiyat Markaz Yabrūd
Nāḩiyat Markaz Yabrūd (arabiska: ناحية مركز يبرود) är ett subdistrikt i Syrien.   Det ligger i provinsen Rif Dimashq, i den sydvästra delen av landet, 60 km norr om huvudstaden Damaskus.
Trakten runt Nāḩiyat Markaz Yabrūd är ofruktbar med lite eller ingen växtlighet. Runt Nāḩiyat Markaz Yabrūd är det ganska tätbefolkat, med 75 invånare per kvadratkilometer.